# جامعة براون

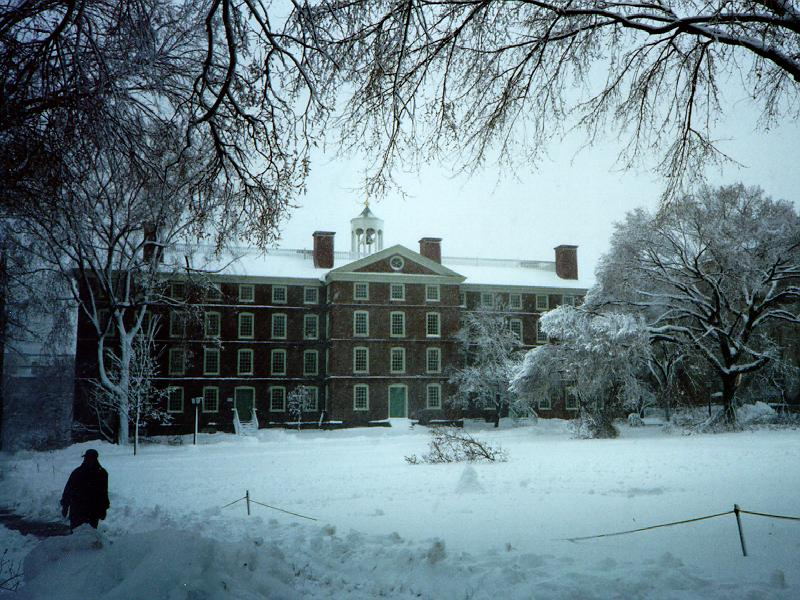
القاعة الجامعية في جامعة براون

جامعة براون (بالإنجليزية: Brown University)‏ هي إحدى أعرق الجامعات الأمريكية. تقع في بروفيدانس في ولاية رود آيلاند. تأسست في سنة 1764 قبل استقلال الولايات المتحدة الأمريكية عن الامبراطورية البريطانية وتعد ثالث أقدم جامعة في نيو إنغلاند وسابع أقدم جامعة في الولايات المتحدة.

## وصلات خارجية
- جامعة براون
- الموقع الرسمي ل Brown athletics نسخة محفوظة 31 مارس 2006 على موقع واي باك مشين.